# Ulica Augusta Cieszkowskiego w Bydgoszczy
Ulica Augusta Cieszkowskiego – ulica łącząca ulicę Gdańską i Pomorską w bydgoskim Śródmieściu, tworząca stosunkowo jednorodny kompleks kamienic oddających tendencje artystyczne architektury z przełomu XIX i XX wieku. Należy do ciekawszych architektonicznie ulic w Bydgoszczy, oddając ducha „bydgoskiej secesji” z okresu fin de siecle’u.

## Położenie
Ulica znajduje się w środkowej części Śródmieścia Bydgoszczy. Rozciąga się w kierunku południowy wschód – północny zachód od skrzyżowania z ulicą Gdańską do skrzyżowania z ulicą Pomorską. Na jej wylocie przy ul. Pomorskiej znajduje się zbór metodystów, zaś jej przedłużeniem w kierunku południowo-wschodnim jest ul. Słowackiego prowadząca w kierunku tzw. dzielnicy muzycznej.

## Historia
Powstanie ulicy wiąże się z dynamicznym rozwojem miasta w II połowie XIX wieku. Lokalizacja w 1851 roku dworca kolejowego w oddaleniu od dotychczasowego centrum Bydgoszczy (Starego Miasta) wymusiła urbanistyczną ekspansję w kierunku północnym i północno-zachodnim. Po zabudowie nowych kwartałów wzdłuż głównych traktów: ul. Gdańskiej, Dworcowej i Pomorskiej, nastąpiła kolejna faza rozbudowy, polegająca na wytyczaniu prostopadłych, krótkich ulic bocznych, wzdłuż których możliwe było stawianie kamienic czynszowych. W 1894 wytyczono ulicę Cieszkowskiego, łączącą ulicę Gdańską z ulicą Pomorską. Jej zabudowa przypadła na czas korzystnej koniunktury gospodarczej i związanego z tym ożywienia ruchu budowlanego w Bydgoszczy. Nowe pierzeje wznoszono z rozmachem, w duchu wielkomiejskim i z użyciem nowej stylistyki. Zadbano również odpowiednie wyposażenie ulicy: bruk, szerokie chodniki z granitowymi krawężnikami, oświetlenie (gazowe, po 1900 elektryczne) oraz miejsce na założenie tzw. przedogrodów.
Kompletną zabudowę pierzei ukończono w ciągu dekady (do 1905). Ulica stała się miejscem, gdzie stanęło szereg luksusowych kamienic czynszowych według projektów znanych bydgoskich architektów, prezentujących różnorodne tendencje stylistyczne, zarówno tradycyjne (neorenesans, neobarok), jak i awangardowe (styl malowniczy, secesja, modernizm). W pierwszej fazie zabudowy właścicielami działek i inicjatorami budów byli głównie bogaci rentierzy, handlarze nieruchomościami oraz architekci i przedsiębiorcy budowlani, wznoszący budynki na własny koszt, a następnie z zyskiem je sprzedający (Karl Bergner, Józef Święcicki, Paul Böhm).
Pierwsze kamienice ukończono w 1897, zaś najbardziej intensywny etap prac budowlanych nastąpił w latach 1900–1903. W 1904 ulica uzyskała już kompletną, ciągłą linię zabudowy. Wzniesione tu budynki wyróżniały się starannym opracowaniem elewacji o różnorodnych, formach detalu. Wzdłuż pierzei północnej ciągnęły się niewielkie „przedogrody” z kutymi parkanami. Ulica została wybrukowana kostką porfirową, otrzymała chodniki z płyt kamienno-betonowych oraz została skanalizowana i oświetlona.
Okazała zabudowa i położenie ulicy predestynowało do zamieszkiwania przy ul. Cieszkowskiego ludzi o średnich i wysokich dochodach. Wśród mieszkańców i właścicieli kamienic zarówno w okresie pruskim (do 1920), jak i dwudziestoleciu międzywojennym znajdowali się wyżsi urzędnicy, kupcy, przedsiębiorcy, przedstawiciele wolnych zawodów, nauczyciele, oficerowie i kadra techniczna.
Po 1990 większość budynków przy ulicy doczekała się remontu i przywrócenia oryginalnych ozdób na elewacjach. Od 2008 Stowarzyszenie Mieszkańców Ulicy Cieszkowskiego organizowało coroczne festyny: „U-Rodziny Augusta Cieszkowskiego”, mające charakter kulturalno-integracyjny i promocyjny, przybliżając walory ulicy mieszkańcom Bydgoszczy i turystom. W 2011 roku rada i magistrat miasta Bydgoszczy zdecydowały o budowie ulicy Nowomazowieckiej, która miałaby odciążyć komunikacyjnie ul. Cieszkowskiego, wyprowadzając z niej ruch tranzytowy i komunikacji miejskiej. Realizację odłożono jednak w czasie ze względu na konieczność wyburzenia jednego z obiektów Akademii Muzycznej. 25 lipca 2017 rozpoczęła się kompleksowa rewitalizacja ulicy (szacowany pierwotnie koszt 3 mln zł uległ w przetargu zmniejszeniu do 2,5 mln zł), której wykonawcą są Polskie Surowce Skalne i która miała się zakończyć 10 października 2017. W jej ramach odtworzono historyczny wizerunek ulicy z początku XX w., z kamienną kostką z czerwonego granitu na jezdni oraz kamiennymi płytami chodnikowymi z opaskami z szarego granitu lub bazaltu, a także stylowym oświetleniem wraz z małą architekturą. Liczba miejsc parkingowych została zmniejszona do 25 na południowym pasie ulicy, a przy nasłonecznionej pierzei północnej wytyczono chodnik o szerokości 4 m. Wbrew zabiegom mieszkańców zachowane zostało historyczne różnicowanie poziomu jezdni i chodnika. Ponadto w 2018 w południowym narożniku skrzyżowania z ul. Gdańską miał się pojawić mural Juliana Nowickiego przedstawiający patrona ulicy, jednak ostatecznie zdecydowano o realizacji muralu z Józefem Święcickim, który zrealizowano w październiku 2018 i odsłonięto 30 października 2018. 3 grudnia 2017 świętowano zakończenie przebudowy, choć nie zakończono jeszcze wszystkich prac wykończeniowych. Podjęto też decyzję o wycofaniu z ulicy linii autobusowych, co istotnie wydłużyło ich trasę w obrębie Śródmieścia. Wyremontowaną ulicę oddano ostatecznie do ruchu 11 grudnia 2017.

## Nazwy
Ulica w przekroju historycznym posiadała następujące nazwy:
- 1894-1920 – Moltkestraße (Helmut Karl Bernhard von Moltke – pruski feldmarszałek, naczelny dowódca podczas wojen Prus z Danią (1864), Austrią (1866) i Francją (1870))
- 1920–1939 – Augusta Cieszkowskiego (August Cieszkowski – hrabia, filozof, ekonomista i działacz społeczny, przyjaciel Zygmunta Krasińskiego)
- 1939–1945 – Moltkestraße
- od 1945 – Augusta Cieszkowskiego

## Zabudowa
Ulica Augusta Cieszkowskiego uznawana jest za jedną z okazalszych architektonicznie ulic Śródmieścia Bydgoszczy, oddających stylistykę i ducha belle époque. Zabudowa ulicy jest przykładem koegzystencji form klasycznych (eklektycznych) z formami awangardowymi (ornamentyka secesyjna, formy wczesnego modernizmu).
Zabudowę pierzejową ulicy projektowała elita środowiska architektów w Bydgoszczy przełomu XIX i XX w., m.in.:
- Józef Święcicki – jego projekty to eklektyczne kamienice łączące wzornikowe układy detalu z dominantą form i elementów historyzujących (neorenesans, neobarok);
- Karl Bergner – projektował eklektyczne kamienice urozmaicane detalami secesyjnymi (głównie w duchu berlińskim);
- Fritz Weidner, Rudolf Kern, Paul Böhm – pozostawili kamienice w stylu malowniczym, operując nowymi w owym czasie, awangardowymi środkami stylistycznymi (secesja, elementy modernizmu klasycyzującego)[20].

Najstarsze budynki realizowane przy ul. Cieszkowskiego (narożne z ul. Gdańską i Pomorską) reprezentowały formy eklektyczne z detalami renesansowymi i barokowymi. W późniejszych budynkach, wznoszonych zwłaszcza po 1900 r. tradycyjne dekoracje sztukatorskie na fasadach kamienic redukowano na rzecz wzbogacenia form architektonicznych. Wznoszono budynki o niesymetrycznych fasadach, nieregularnej artykulacji otworów, z malowniczym wtopieniem wieżyczek i wykuszy. Formy te zwieńczone okazałymi szczytami i hełmami nadawały kamienicom malowniczy charakter. We wszystkich realizacjach w dekoracji fasad pojawiały się motywy historyzujące, lecz  przestylizowane i uproszczone zgodnie z nowymi trendami sztuki na przełomie XIX i XX w.: akanty, rocaille, rozety, hermy i inne.
Wśród rzeźbiarsko opracowanej dekoracji alegorycznych fasad kamienic znajdują się: 
ornamenty geometryczne, stylizowane ornamenty roślinne, inicjały, symbole kartuszowe, płasko rzeźbione i pełne rzeźby figuralne. Symbolika użytej dekoracji fasad odnosi się generalnie do „domu” jako miejsca spokoju i odpoczynku oraz nawiązuje do faktu przemijania i kontemplacji życia.

### Zabytki
W rejestrze zabytków w 2015 r. znajdowała się większość budynków położonych przy ul. Cieszkowskiego.

### Kamienice
| Nr  | Obiekt                          | Lata budowy | Budowniczy                | Styl architektoniczny            | Wpisany do rejestru zabytków | Uwagi | Zdjęcie |
| 1.  | Cieszkowskiego 1                | 1903–1904   | Paul Böhm                 | secesja berlińska                | T                            | w 1945 r. kamienica utraciła wystrój elewacji, który zrekonstruowano w 1994 |         |
| 2.  | Cieszkowskiego 2 – Gdańska 63   | 1895–1897   | Józef Święcicki           | eklektyzm, neobarok, neorenesans | T                            | kamienica narożna, dom własny Józefa Święcickiego |         |
| 3.  | Cieszkowskiego 3                | 1903–1904   | Paul Böhm                 | secesja                          | T                            | w dwudziestoleciu międzywojennym mieściła się tu Szkoła Przygotowawcza im. św. Kazimierza oraz mieszkał w niej dr Jan Biziel                                                               |         |
| 4.  | Cieszkowskiego 4                | 1899–1900   | Józef Święcicki           | eklektyzm, neogotyk, secesja     | N                            | od 1926 r. miał tu siedzibę niemiecki Bank Stadthagen. Towarzystwo Akcyjne |         |
| 5.  | Cieszkowskiego 5                | 1903–1904   | Ernst Peters, Franz Muhme | eklektyzm, modernizm             | N                            | w 1945 r. kamienica utraciła wystrój elewacji |         |
| 6.  | Cieszkowskiego 6                | 1897–1898   | Carl Meyer                | eklektyzm                        | T                            | jedna z najstarszych kamienic, dom własny miejskiego radcy budowlanego Carla Meyera |         |
| 7.  | Cieszkowskiego 7                | 1901–1902   | Karl Bergner              | eklektyzm, secesja               | T                            | budynek wyróżnia portal z dekoracją rozetową oraz pełnoplastyczną głową kobiety |         |
| 8.  | Cieszkowskiego 8                | 1899–1900   | Józef Święcicki           | eklektyzm, secesja               | T                            | dominujące motywy zdobień to stylizowane ornamenty roślinne wplecione w kartusze herbowe                                                                                                   |         |
| 9.  | Cieszkowskiego 9                | 1900–1902   | Karl Bergner              | eklektyzm, secesja               | T                            | pierwszym właścicielem był kupiec Ephreim Moritz; dekoracja zawiera w zwieńczeniu alegoryczne, płaskorzeźbione postacie kobiet z atrybutami – sową i kogutem, personifikacjami Dnia i Nocy |         |
| 10. | Cieszkowskiego 10               | 1902–1903   | Rudolf Kern               | eklektyzm, secesja               | N                            | asymetryczna dekoracja fasady z przewagą ornamentyki secesyjnej |         |
| 11. | Cieszkowskiego 11               | 1898–1899   | Józef Święcicki           | eklektyzm, neogotyk, secesja     | T                            | W wykuszach dekoracja sztukatorska z herbem Bydgoszczy |         |
| 12. | Cieszkowskiego 12               | 1902–1903   | Victor Petrikowski        | eklektyzm, secesja               | T                            | posiada dekorację secesyjną ze stylizowanymi liśćmi kasztanowca |         |
| 13. | Cieszkowskiego 13-15            | 1902–1903   | Fritz Weidner             | eklektyzm, secesja               | T                            | kamienica z ryzalitami i wieżami, z użyciem szachulca, mieściła pierwszą spółdzielnie budowlaną – Towarzystwo Mieszkaniowe w Bydgoszczy (niem. Wohnungsverein zu Bromberg)                 |         |
| 14. | Cieszkowskiego 14               | 1899        | Karl Bergner              | eklektyzm, manieryzm             | T                            | elewacja utraciła pierwotny wystrój; sztukateria sufitowa, stolarka i oryginalne okucia zachowane we wnętrzach                                                                             |         |
| 15. | Cieszkowskiego 16, 18, 20       | 1901–1903   | Karl Bergner              | eklektyzm, secesja               | T                            | trzy budynki o zunifikowanej elewacji i jednolitym, secesyjnym wystroju sztukatorskim |         |
| 16. | Cieszkowskiego 17               | 1897–1898   | Józef Święcicki           | eklektyzm, neogotyk              | T                            | w latach 1993−1994 zrekonstruowano detale architektoniczne oraz nadano pierwotną kolorystykę                                                                                               |         |
| 17. | Cieszkowskiego 22               | 1898–1899   | Fritz Weidner             | eklektyzm, secesja               | T                            | akcentem elewacji jest pełnoplastyczna rzeźba halabardnika, symbolicznego opiekuna i strażnika domu                                                                                        |         |
| 18. | Cieszkowskiego – Pomorska 48    | 1895–1896   | Józef Święcicki           | eklektyzm, neobarok, neorenesans | T                            | kamienica narożna, o dłuższym skrzydle wzdłuż ul. Cieszkowskiego; w 1993 r. zrekonstruowano zewnętrzny wystrój oraz pierwotną kolorystykę                                                  |         |
| 19. | Cieszkowskiego 24 – Pomorska 50 | 1896–1899   | Karl Bergner              | eklektyzm                        | T                            | w 1994 r. zrekonstruowano zewnętrzny wystrój |         |